# Schmitke
Schmitke je česko-německý film z roku 2014 režiséra Štěpána Altrichtera. Jedná se o jeho celovečerní debut. Vypráví o německém inženýrovi, který přijede do Krušných hor opravit starou větrnou elektrárnu. Cestou magickým lesem ztrácí mladšího kolegu a nachází sám sebe v jiné podobě. Film obsahuje prvky komiky i mystiky.

## Výroba
Film se natáčel v okolí Abertam od 15. dubna do 27. května 2013.

## Účast na festivalech
Film měl premiéru na festivalu v jihokorejském Pusanu. Na festivalu v Chotěbuzi získal cenu za nejlepší debut. V Česku byl v roce 2015 uveden na Febiofestu, Finále Plzeň i na MFF v Karlových Varech.

## Ocenění
Film byl nominován na tři ceny na Cenách české filmové kritiky: nejlepší mužský herecký výkon pro Petera Kurtha, za zvuk v kategorii nejlepší audiovizuální počin a na cenu RWE pro objev roku pro Štěpána Altrichtera. Nominace za zvuk a pro objev roku proměnil. Film také získal devět nominací na Českého lva (nejlepší film, režie, scénář, kamera, střih, zvuk, hudba, scénografie a nejlepší plakát), proměnil nominace za zvuk a hudbu.

## Obsazení
| Peter Kurth            | Julis Schmitke   |
| Johann Jürgens         | Thomas Gruber    |
| Helena Dvořáková       | Julie            |
| Jakub Žáček            | starosta Potužák |
| Petr Vršek             | geolog Kryšpín   |
| Lana Cooper            | Anne Schmitke    |
| Stephan Grossmann      |                  |
| Johana Schmidtmajerová | Julinka          |
| Irena Lamberková       | teta Inge        |
| Vladimír Škultéty      | Mirek            |

## Recenze
- Kamil Fila, Respekt
- František Fuka, FFFilm
- Mirka Spáčilová, iDNES.cz
- Jan Foll, iHNed.cz
- Vít Schmarc, Radio Wave